# Gita Sarabhai
Gita Sarabhai   (Ahmadabad, 1922 - Ahmadabad, 11 de març de 2011) fou una música i cantant índia.
Fou una de les primeres dones intèrprets de pakhawaj, si no la primera dona exponent d’aquest instrument de percussió, i participà activament en la promoció d'intercanvis entre la música índia i la música occidental. És coneguda sobretot per portar Nova York a Ahmedabad: durant un viatge d'estudis a Nova York, va ensenyar música i filosofia índia al compositor experimental John Cage, a canvi d'un curs sobre teoria de la música.

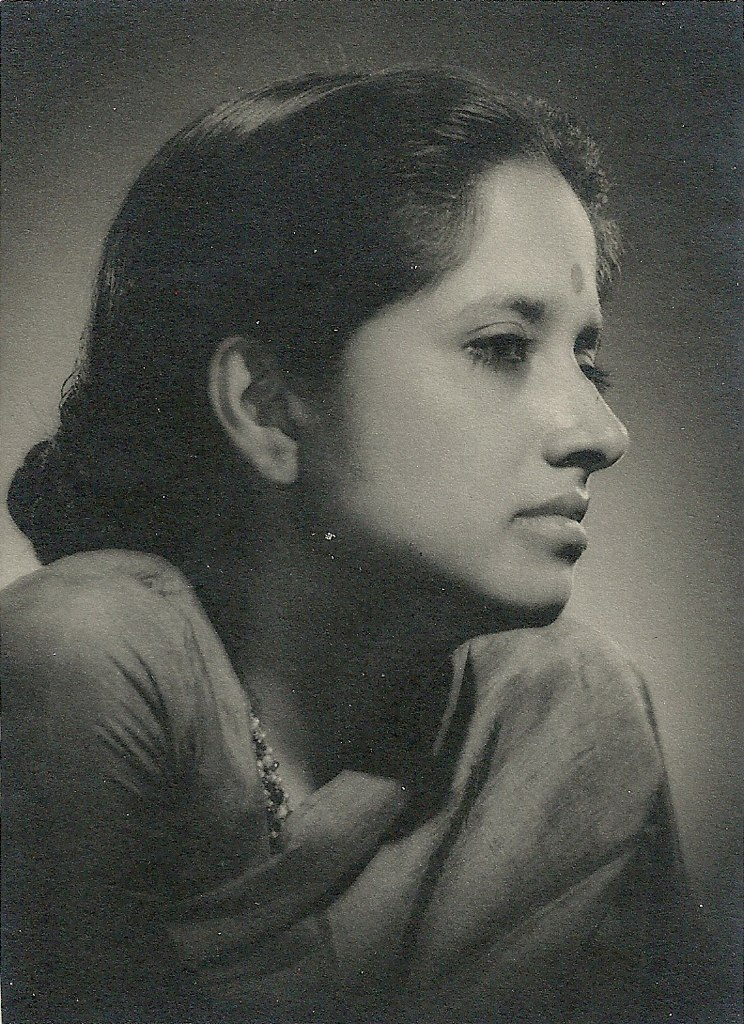
Fotografia de Gita Sarabhai

## Biografia
Era la filla d’un gran industrial d'Ahmedabad, Ambalal Sarabhai (1890-1967), que va tenir un paper clau en la lluita per la independència de l’Índia. De fet, va ser a Ahmedabad on Mahatma Gandhi va establir el seu primer Âshram. Ambalal Sarabhai va donar suport a Gandhi des del 1916, en particular proporcionant-li ajuda financera.

Durant vuit anys, Gita Sarabhai va estudiar cant hindú, percussió i teoria musical i va aprendre a tocar el pakhawaj amb els mestres Govindrao Burhanpurkar, Kumari Chitrangana i Kumari Poorva Naresh. Uns anys més tard, li preocupà l'auge de la música occidental sobre la música tradicional del seu país i va voler entendre millor la tradició musical occidental per tenir una millor comprensió de la seva influència.
"I llavors, just a temps, Gita Sarabhai va venir de l'Índia. Estava preocupada per la influència que la música occidental estava tenint en la música índia tradicional, i va decidir estudiar-la durant sis mesos amb diversos professors i després tornar a l'Índia per fer el possible per conservar les tradicions d'aquell país."
L'any 1946, a través d'Isamu Noguchi, coneix el compositor d’avantguarda John Cage; que aleshores es trobava enmig d’una caiguda personal i Gita Sarabhai viatja a Nova York per estudiar música occidental amb ell.
Entre moltes de les iniciatives que ha finançat, ha introduït a Ahmedabad, el gran músic del pakhawaj, el seu mestre Govindrao Burhanpurkar, i ha contribuït decisivament a la seva fama.
L'any 1949, Gita Sarabhai va fundar el Sangeet Kendra a Ahmedabad, una estructura que té com a missió documentar la tradició musical clàssica i popular de l’Índia i treballar per a la seva difusió.

## Gita Sarabhai i John Cage
El compositor estatunidenc John Cage, pioner de la música aleatòria, la música electrònica i de la utilització no estàndard dels instruments musicals tradicionals, com la creació del piano preparat, i Gita Sarabhai van tenir una amistat durant molts anys causada pel viatge de Sarabhai als Estats Units d'Amèrica.
En molts dels seus escrits, el compositor va mencionar a Gita i parlà de la bona relació van tenir.

A la seva conferència sobre res, Cage va relatar aquest episodi:
"I llavors, just a temps, Gita Sarabhai va venir de l'Índia. Estava preocupada per la influència que la música occidental estava tenint en la música índia tradicional, i va decidir estudiar-la durant sis mesos amb diversos professors i després tornar a l'Índia per fer el possible per conservar les tradicions d'aquell país. Va estudiar música contemporània i contrapunt amb mi. Em va dir: "Quant cobra?" Jo li vaig contestar: "Serà gratuït si vostè m'ensenya a canvi música índia". Vam estar junts quasi tots els dies. A la fi dels sis mesos, just quan marxava, em va donar l'Evangeli de Sri Ramakrisma. Vaig trigar un any a acabar de llegir-lo."
Extremadament fructífer per als dos artistes, aquest intercanvi marcarà considerablement la carrera de Cage i, per extensió, la història de la música d'avantguarda occidental. Sarabhai i Cage formen una autèntica amistat, sobretot perquè comparteixen la mateixa concepció de la música. En la seva dissertació "Cage and Asia: history and sources" David W. Patterson Arxivat 2021-05-14 a Wayback Machine. parla de les primeres lectures asiàtiques de Cage i cita el relat de Sarabhai sobre les seves discussions amb el compositor: 
"Sarabhai havia après del seu propi professor a l'Índia que la música "no era l'activitat de la ment (conscient), sinó que es dona a un o arriba a un en aquests espais en el temps on un està disposat a rebre'l". Ella i Cage també van coincidir en el fet que el propòsit real de la música era “integrar i centrar la personalitat o l’ésser, portar-la a un estat de repòs o tranquil·litat i que la comunicació, tal com s'entén a occident, no és la seva funció veritable i principal.”
Més enllà de la immensa contribució que la filosofia índia tindrà per al compositor en l'àmbit personal (perquè substituirà una psicoanàlisi) Cage farà que aquest ensenyament sigui fructífer en la seva obra, sobretot en les seves Sonates i Interludis (1946-1948) per a piano preparat.
Després d'això, Cage i el seu company, el coreògraf Merce Cunningham, van mantenir un fort vincle amb Gita Sarabhai: així, la Cunningham Dance Company va ser convidada a actuar a Ahmedabad durant la seva gran gira mundial el 1964.